# Рожков Богдан Ігорович
Богдан Ігорович Рожков (рос. Богдан Игоревич Рожков; 20 вересня 1994, Узлова, Росія — 15 березня 2023, Україна) — російський офіцер, капітан ЗС РФ. Герой Російської Федерації. Учасник російського вторгнення в Україну.

## Біографія
В 2012 році закінчив Узловську середню загальноосвітню школу №4. В тому ж році призваний в армію, служив в 51-му парашутно-десантному полку 106-ї повітрянодесантної дивізії в Тулі. Після завершення строкової служби навчався в Московському вищому військовому (з 2017 року — загальновійськовому) училищі, після закінчення якого був призначений командиром мотострілецького взводу 25-ї окремої мотострілецької бригади.
З 24 лютого 2022 року брав участь у вторгненні в Україну, командир штурмового загону своєї бригади. В 2022 році був поранений. Після одужання повернувся на фронт. Загинув у бою.

## Нагороди
- Медаль «За участь у військовому параді в День Перемоги» — нагороджений двічі.
- Медаль «За військову доблесть» 2-го ступеня
- Орден Мужності (2022)
- Звання «Герой Російської Федерації» (26 липня 2023, посмертно) — «за мужність і героїзм, проявлені під час виконання військового обов'язку.» 17 серпня медаль «Золота зірка» була вручена рідним Рожкова заступником командувача військами Західного військового округу з матеріально-технічного забезпечення генерал-майором Вадимом Фурмановим.

## Вшанування пам'яті
Ім'я Рожкова внесене на меморіал «Чорний тюльпан» в Узловій.